# Himalaphantes martensi
Himalaphantes martensi is een spinnensoort in de taxonomische indeling van de hangmatspinnen (Linyphiidae).
Het dier behoort tot het geslacht Himalaphantes. De wetenschappelijke naam van de soort werd voor het eerst geldig gepubliceerd in 1987 door Konrad Thaler.